# Sdružení obrany spotřebitelů ČR
SOS – Sdružení obrany spotřebitelů, o.s. (zkráceně SOS), byla členská nestátní spotřebitelská organizace, hájící zájmy spotřebitelů a nakupujících. Sdružení aktivně fungovalo v letech 1993–2010, kdy bylo zřejmě nejvýznamnějším spotřebitelským sdružením v České republice.

## Historie
Sdružení zahájilo svou činnost roku 1993 pod názvem Moravskoslezské sdružení spotřebitelů (MSS). K přejmenování na SOS - Sdružení obrany spotřebitelů, došlo o rok později. Sídlo sdružení bylo zpočátku na severní Moravě, od roku 1999 v Praze. Samostatné krajské organizace a pobočky (Spotřebitelská informační centra) byla k dispozici v každém kraji. Podle výroční zprávy toto otevřené sdružení o cca 5 000 členech řešilo ročně několik desítek tisíc dotazů kupujících. Sdružení mělo i program pro podnikatele – pořádalo semináře o právu ochrany spotřebitele a dávalo logo na obchodní podmínky prodejců (SAOP).
Sdružení samo žilo z členských příspěvků a ze státních dotací. Za členský příspěvek nabízelo tzv. spotřebitelský balíček obsahující podle zvoleného typu členství např. spotřebitelský časopis Magazín SOS, časopis dTest (tj. časopis partnerského Občanského sdružení spotřebitelů TEST), přednostní on-line a telefonní poradenství. Speciální projekty v jednotlivých oblastech ochrany spotřebitele hradili jednotliví donátoři, nejčastěji Ministerstvo průmyslu a obchodu ČR a Evropská unie.
SOS se intenzivně věnovalo podpoře spotřebitelského vzdělávání na různých stupních vč. zvyšování finanční edukace, vydávalo průzkumy a doporučení, organizovalo testy a žádalo nápravu. I toto občanské sdružení intenzivně hledalo další členy – zájemce o spotřebitelské balíčky.

## Ukončení činnosti
Sdružení přestalo po dlouhodobých vnitřních sporech fakticky působit na jaře roku 2010. Vnitřní spory byly také hlavním důvodem, proč Sdružení přišlo v roce 2010 o většinu příspěvků ze státní dotace a tím i o hlavní zdroj svých příjmů. V té chvíli už prakticky nefungovala kancelář v Praze, brzy na to ani ve Zlíně. Formálně Sdružení ukončilo svou činnost roku 2012 pro insolvenci.
Na aktivity původního SOS se pokouší navázat část pracovníků zaniklého sdružení a to pod hlavičkou Sdružení obrany spotřebitelů-Asociace. V rámci insolvenčního řízení odkoupilo aktiva SOS Občanské sdružení spotřebitelů TEST (dTest), které převzalo řadu činností původního SOS a nadále zdarma provozuje spotřebitelské poradenství a pomáhá spotřebitelům po celé České republice.

## Název
Název sdružení byl někdy uváděn i v chybných tvarech Sdružení ochrany spotřebitelů nebo též SOS – Sdružení ochrany spotřebitelů. Skutečný název ovšem akcentoval aktivní obranu, nikoli ochranu.